# Оборищенско събрание
Оборищенското събрание е първото българско народно събрание и началото на парламентарната демокрация в България.
Събранието се провежда от 14 до 16 април 1876 г. в местността Оборище край Панагюрище. То е свикано по решение на Гюргевския революционен комитет, за да се уточнят въпросите, свързани с хода на подготовката на Априлското въстание през 1876 г.

## Състав
В историята съществуват няколко версии относно броя на представителите, взели участие в Оборищенското събрание.
Според чуждите документи за Априлското въстание броят на представителите е бил 300 души. Захарий Стоянов на места ги дава 350, а и много повече заедно със стражата и другите присъстващи на събранието. От това може да се заключи, че на събранието са присъствали много революционни дейци, които обаче не са били редовни делегати, но общият брой едва ли е надхвърлял 150 души.
Тома Георгиев, първият секретар на Бенковски и участник в събранието, пише в своята „Кратка история на Средногорското въстание“ (1901), че присъстващите са били общо 400 души, а представителите – 80 души.
Никола Беловеждов, основавайки се на сведенията, дадени му в затвора от делегата Тодор Душанцалията, пише в книгата си „Първата пушка“, че на Оборище са били събрани 108 представители.
Самият Захарий Стоянов твърди в „Записки по българските въстания“, че е имало списък на представителите, който пазел вторият секретар на Бенковски Тодор Белопитов. След неговата гибел обаче документът попаднал в турски ръце, но вероятно е бил изгубен и затова не е бил публикуван, както това е станало с някои други заловени документи. Захарий Стоянов твърди, че е използвал именно този турски списък при съставянето на своя, в който са посочени 56 представители от 50 селища на IV Панагюрски революционен окръг. Също така той отбелязва, че някои делегати не могли да се явят (Каблешков например бил болен)
В „История на Априлското въстание“ (1907) от Димитър Страшимиров се твърди, че Захарий Стоянов си е измислил турския списък. Информация за подобен списък Страшимиров не намира и в Английската синя книга, където се сочи, че броят на представителите е 300. Все пак признава, че списъкът на Захарий Стоянов е верен, и ляга в основата на списъка на самия Страшимиров, където са посочени 65 делегати от 58 селища.
Друг списък на оборищенци има в „Княжество България“ на Георги Димитров. В него са дадени 55 представители от 49 селища, които почти напълно се покриват с данните на Захарий Стоянов.
Освен тези списъци съществуват още няколко, които обаче копират или използват в голяма степен данните от посочените.
Единият от тях се пази в архива на Стефан Шишков в ОДА – Пловдив и в него се срещат имена на представители, които са вписани в списъка на Захарий Стоянов.
Другият е на Георги Данов в брошурата „Оборище“, където са посочени 68 делегати от 52 селища и който очевидно е съставян въз основа на списъците на Захарий Стоянов и Димитър Страшимиров.
Върху паметника в местността „Оборище“ са изписани имената на 67 представители, като за това е послужил списъкът на Димитър Страшимиров.
В първото детайлно проучване на състава на събранието – „Оборищенци“ (1972), са посочени имената на 64 представители от 54 селища на IV революционен окръг.
| Източник                                           | Брой на депутатите | От колко селища |
| -------------------------------------------------- | ------------------ | --------------- |
| „Записки по българските въстания“ (1884)           | 56                 | 50              |
| „История на Априлското въстание“ (1907)            | 65                 | 58              |
| „Княжество България“                               | 55                 | 49              |
| „Оборище“                                          | 68                 | 52              |
| „Оборищенци“ (1972)                                | 64                 | 54              |
| „Кратка история на Средногорското въстание“ (1901) | 80                 |                 |
| „Първата пушка“                                    | 108                |                 |

Главният апостол Георги Бенковски държал строго представителите да имат редовно издадени и подписани пълномощни от местните революционни комитети.
Според Захарий Стоянов „много депутати имаше, които Бенковски върна още в Панагюрище и Баня, понеже пълномощията им бяха незаконни“. Така е върнат карловският представител и председател на местния комитет Васил Платнаров и перущенският Спас Гинев, едва не е бил отпратен и пазарджишкият Иван В. Соколов, който не донесъл някакви статистически сведения и трябвало да похарчи 1 лира, за да изпрати специален пратеник до Пазарджик за данните, а Данаил Юруков се явил като самозван представител на Брацигово и също бил върнат.
На събранието са присъствали и неупълномощени дейци, някои от които след Освобождението претендирали за участие, но формално те са били делегати. Така според всички проучвания до момента може да се заключи, че общият брой на представители в Оборищенското събрание не е надхвърлял 75 души, които са представлявали около 60 селища

## Решения
На главните апостоли да се дадат пълномощия да ръководят изцяло борбата. Също така е гласуван План как да се води борбата. Поради преждевременното избухване на борбата този план до голяма степен не е приведен в действие – Пазарджик, Одрин, Пловдив, София, Ихтиман не са запалени; жените и децата не са изведени от селата; нито пък е отделена храна от градовете в близките околности; не са прекъснати телеграфите и пр.  Захари Стоянов отбелязва "Тоя протокол, или по-добре катехизис, не можа да се тури в действие във всичките параграфи, понеже въстанието го превари десят деня по-напред."

## Представители
| №  | Име на представителя1                   | От кое селище е изпратен                                                                |
| -- | --------------------------------------- | --------------------------------------------------------------------------------------- |
| 1  | Алипий Петков (Митю Пранов)             | с. Буново                                                                               |
| 2  | Ангел Лулчев Бамбалов                   | с. Кавакдере (дн. Тополи дол)                                                           |
| 3  | Ангел Николов Клисурски                 | с. Съртхарман (дн. Горно Вършило)                                                       |
| 4  | Андон Салчев Балтов                     | с. Клисура                                                                              |
| 5  | Антон Стоилков Билкин                   | с. Синджирлий (дн. Веригово)                                                            |
| 6  | Атанас Георгиев Бечев                   | с. Дълги герен (дн. Беловица)                                                           |
| 7  | Атанас Георгиев Ганев                   |                                                                                         |
| 8  | Атанас Пенов Пенов                      | с. Сгърлий (дн. Величково)                                                              |
| 9  | Брайко Лулчев Механджийски              | с. Кавакдере (дн. Тополи дол)                                                           |
| 10 | Васил Бойчев Рашков (Соколски)          | с. Перущица                                                                             |
| 11 | Васил Найденов Велчев (Васил Петлешков) | гр. Брацигово                                                                           |
| 12 | Васил Пенев Личев                       | с. Ръжево Конаре                                                                        |
| 13 | Влад Ненов Пашов                        | с. Поибрене                                                                             |
| 14 | Вълко Стойнов Петков                    | с. Мухово                                                                               |
| 15 | Ганчо Попниколов Ганчев                 | гр. Сопот                                                                               |
| 16 | Георги Нейчев Вълков                    | гр. Панагюрище                                                                          |
| 17 | Георги Николов Чолаков                  | гр. Мехомия                                                                             |
| 18 | Георги Петков Ефендиев                  | с. Думанлий (днес Церетелево)                                                           |
| 19 | Георги Петров Ангелиев                  | с. Радилово                                                                             |
| 20 | Георги Станчев Мутев                    | с. Славовица                                                                            |
| 21 | Георги Стефанов Бельовски               | с. Ветрен                                                                               |
| 22 | Георги Цветанов Лютаков                 | с. Ветрен                                                                               |
| 23 | Грую Тренчов-Бански                     | с. Баня                                                                                 |
| 24 | Делчо Иванов Уливеров                   | с. Поибрене                                                                             |
| 25 | Димитър Лютаков                         | с. Ветрен                                                                               |
| 26 | Димитър Павлов Коклев                   | с. Мечка                                                                                |
| 27 | Златан Костадинов Узунов                | с. Голям чардак                                                                         |
| 28 | Иван (Ноно) Попхристов                  | с. Ерелий (дн. Смилец)                                                                  |
| 29 | Иван Ангелов Балтов                     | с. Стрелча                                                                              |
| 30 | Иван Атанасов Арабаджията               | с. Мъзрян (дн. Бенковски), с. Радиново, с. Строево, с. Чирпелий (дн. Труд), с. Царацово |
| 31 | Иван Вълчев Соколов                     | гр. Пазарджик                                                                           |
| 32 | Искрю Цветков Мачев                     | гр. Панагюрище                                                                          |
| 33 | Колю Генчев                             | с. Паничери                                                                             |
| 34 | Мате Чолаков                            | с. Долна махала                                                                         |
| 35 | Матю Минков Иванов                      | с. Горна махала                                                                         |
| 36 | Никола Иванов Караджов                  | с. Клисура                                                                              |
| 47 | Мито Петракиев Радулов                  | с. Белово                                                                               |
| 48 | Митър (Димитър) Стоянов Гостев          | с. Бошуля                                                                               |
| 39 | Михо Митков Кабаджов                    | с. Старо ново село (дн. Старосел)                                                       |
| 40 | Найден Попстоянов                       | гр. Копривщица                                                                          |
| 41 | Гено (Гене) Георгиев Телийски           | с. Церово                                                                               |
| 42 | Ненко Терзийски                         | с. Балдево (дн. Росен)                                                                  |
| 43 | Нено Лулчов Гугов                       | с. Петрич                                                                               |
| 44 | Генчо Динчов Джумайов                   | с. Елешница                                                                             |
| 45 | Ненчо Върбанов Бараков                  | с. Бъта                                                                                 |
| 46 | Ненчо Искров Налбантина                 | с. Старо ново село (дн. Старосел)                                                       |
| 57 | Пенчо Петков Раков                      | с. Петрич                                                                               |
| 48 | Пеню Митрев                             | с. Бошуля                                                                               |
| 49 | Петър Атанасов Арабаджията              | с. Каратопрак                                                                           |
| 50 | Петър Горанов Кавлаков                  | с. Батак                                                                                |
| 51 | Петър Тодоров Чардаков                  | с. Попинци                                                                              |
| 52 | Продан Димитров Ружинов                 | с. Мухово                                                                               |
| 53 | Саво Попевстатиев Проданов              | с. Стрелча                                                                              |
| 54 | Спас Кръстев Пенов                      | с. Сгърлий (дн. Величково)                                                              |
| 55 | Стойчо Данявов Стойчев                  | с. Дудене (дн. Черничево)                                                               |
| 56 | Стоян Иванов Попов                      | гр. Пещера                                                                              |
| 57 | Стоян Илиев Събев (Стоян Литов)         | с. Краставо (дн. Красново)                                                              |
| 58 | Танчо Стоянов Кривчов                   | с. Демирджилери (дн. Старо Железаре)                                                    |
| 59 | Теофил Бейков                           | с. Калугерово                                                                           |
| 60 | Тодор Лазаров Куков                     | с. Черногорово                                                                          |
| 61 | Тодор Найденов Ташев-Терзията           | с. Ферезлий (дн. Овчеполци)                                                             |
| 62 | Тодор Ненчов Душанцалията               | гр. Копривщица                                                                          |
| 63 | Христо Васелив Търнев                   | гр. Пловдив                                                                             |
| 64 | Цвятко Колев Бръшков                    | с. Церово                                                                               |
| 65 | Тодор Банчев                            | с. Радилово                                                                             |

1 Списъкът на представителите е по „Оборищенци“ (1972). В него не са включени имената на апостолите Георги Бенковски, Панайот Волов, Георги Икономов, Захари Стоянов, Тодор Каблешков, както и на Тома Георгиев – секретаря на Бенковски.